# Dan Peralbo i El Comboi
Dan Peralbo i El Comboi és un grup català de música pop-rock que va guanyar el Sona9 l'any 2021. Dan Peralbo és també l'autor de «Vermell i negre», l'himne oficial del Club de Futbol Torelló.

## Membres
- Dan Peralbo: guitarra i veu[4]
- Albert «Ret» Rams: guitarra
- Aleix «Jimmy» Vilarrasa: bateria
- Pol Villegas: baix

## Discografia

### EP
- Cosquis my (The Yellow Gate, 2020)
- Immaculada concepció (The Yellow Gate, 2021)
- Miris com t'ho miris (The Magic Mountain / The Yellow Gate, 2022)[5]
- Cosa fina (The Yellow Gate, 2023)

### Àlbums
- Dan Peralbo i el Comboi (Montgrí, 2024)[6]